# Melasina salicoma
Melasina salicoma är en fjärilsart som beskrevs av Edward Meyrick 1918. Melasina salicoma ingår i släktet Melasina och familjen säckspinnare. Inga underarter finns listade i Catalogue of Life.